# Léon Haan
Léon Haan (Nice, 1 augustus 1968) is een Nederlandse voormalige atleet, die zich had toegelegd op de middellange afstand. Hij behaalde op zijn specialiteit vijf Nederlandse indoortitels. Na afloop van zijn atletiekcarrière werd hij sportverslaggever. Hij is tegenwoordig werkzaam als commentator voor het televisieprogramma NOS Studio Sport.

## Atletiekloopbaan

### Vijf nationale titels
Haan was zeven, toen hij zich aanmeldde bij de Apeldoornse atletiekvereniging AV '34. Zoals alle atleetjes van die leeftijd begon hij met de meerkamp. Later ontwikkelde hij zich in eerste instantie tot specialist op de 400 m, op welk nummer hij in 1985 als B-junior in Groningen zijn eerste nationale titel veroverde. Later stapte hij over naar de middellange afstanden en vergaarde hij bij de senioren op de 1500 m één en op de 800 m vier Nederlandse indoortitels. Bovendien nam hij tweemaal deel aan Europese- en eenmaal aan wereldindoorkampioenschappen.

### Einde atletiekloopbaan
Eenmaal kwam Haan heel dicht bij uitzending naar de Olympische Spelen. Op 8 juli 1992 liep hij in Lausanne zijn beste tijd op de 800 m: 1.46,07. Daarmee voldeed hij aan de internationale limiet van 1.46.20 voor deelname aan de Olympische Spelen van Barcelona. Het NOC*NSF had de limiet echter gesteld op 1.45,90 en dus kwam hij volgens de Nederlandse kwalificatie-eis ten slotte 17/100e tekort om mee te mogen doen.
In de loop van 1995 zette Haan een punt achter zijn atletiekcarrière.
Haan studeerde tijdens zijn actieve atletiekperiode journalistiek in Utrecht. Hij rondde die studie in 1990 af met als specialisatie televisiejournalistiek.

## Loopbaan als sportverslaggever

### Begonnen bij Eurosport
De start van de loopbaan van Haan als sportverslaggever sloot naadloos aan op het einde van zijn actieve atletiekcarrière. Op freelance basis begon hij dat jaar bij Eurosport als derde atletiekcommentator naast Ria Stalman en Ysbrand Visser. Met z’n drieën  becommentarieerden zij de wereldkampioenschappen in Göteborg in 1995 en de wereldkampioenschappen in Athene in 1997. 

### Opvolger van Theo Reitsma
In 1999 stapte Léon Haan over naar NOS Studio Sport, waar hij tweede atletiekcommentator werd na Theo Reitsma. Sindsdien verzorgde hij, te beginnen met de wereldkampioenschappen atletiek van dat jaar, aan atletiek gerelateerde en ook algemene sportreportages.
In 2002 volgde hij Theo Reitsma op.

### Olympische Spelen
In 2000 was Haan voor het eerst betrokken bij de verslaggeving van de Olympische Spelen. In dat jaar versloeg hij tijdens de Olympische Spelen in Sydney de olympische atletiekonderdelen. Dit is sindsdien bij alle Olympische Zomerspelen zo gebleven.
In 2004 verzorgde Haan bovendien samen met Jack van Gelder in Athene het commentaar bij de openingsceremonie. In 2012, tijdens de Olympische Spelen in Londen deed hij dit opnieuw, samen met Jack van Gelder. Daarna vervulde hij deze taak met Jan Roelfs, te beginnen in 2016 bij de Zomerspelen in Rio, in 2018 gevolgd door de Winterspelen in Pyongchang, in 2021 de uitgestelde Zomerspelen in Tokio, in 2022 de Winterspelen in Peking en in 2024 de Zomerspelen in Parijs.
Op de Olympische Winterspelen van 2002 en 2006 was Haan de verslaggever voor het langlaufen en de biatlon. In 2010, 2014 en 2018 gaf hij enkel commentaar bij biatlonwedstrijden en een enkele keer bij de Noordse combinatie.

### Overige reportages
De wereldkampioenschappen atletiek van 2003 in Parijs werden door Léon Haan van commentaar voorzien samen met tweede atletiekverslaggever Stefan Verheij. Sindsdien heeft dit duo samen alle belangrijke atletiekkampioenschappen gecoverd. 
Op atletiekgebied profiteert Haan van zijn eigen sportverleden, waardoor hij gemakkelijk contact legt met managers van atleten. Zo deed hij onder meer verslag van het afscheid van Sergej Boebka in Donetsk in 2001, had hij in 2008 in Ethiopië een exclusief interview met Haile Gebrselassie en in 2009 op Jamaica met Usain Bolt. Recenter maakte hij daarnaast reportages met Nederlandse toppers als Dafne Schippers, Sifan Hassan en Femke Bol.

### Theo Koomen Award
In 2021 ontving Haan de Theo Koomen Award voor zijn verslag voor NOS OS Studio Tokio (NPO 1) van de gouden medaillerace op de 10.000 m van hardloopster Sifan Hassan op de Olympische Spelen in Tokio op 7 augustus 2021.

## Nederlandse kampioenschappen
Indoor
| Onderdeel | Jaar                   |
| --------- | ---------------------- |
| 800 m     | 1990, 1992, 1993, 1994 |
| 1500 m    | 1992                   |

## Persoonlijke records
Outdoor
| Onderdeel   | Prestatie | Datum             | Plaats    |
| ----------- | --------- | ----------------- | --------- |
| 800 m       | 1.46,07   | 8 juli 1992       | Lausanne  |
| 1000 m      | 2.21,09   | 8 juni 1992       | Hilversum |
| 1 Eng. mijl | 4.02,53   | 12 september 1992 | Kevelaer  |

Indoor
| Onderdeel | Prestatie | Datum           | Plaats    |
| --------- | --------- | --------------- | --------- |
| 800 m     | 1.47,82   | 6 februari 1994 | Stuttgart |
| 1000 m    | 2.20,86   | 4 februari 1994 | Berlijn   |

## Palmares

### 800 m
- 1988: 5e NK indoor - 1.54,33
- 1989: 4e NK – 1.50,28
- 1990:  NK indoor – 1.52,58
- 1990:  NK –  1.48,72
- 1991:  NK – 1.49,22
- 1992:  NK indoor – 1.49,56
- 1992: 6e in ½ fin. EK indoor te Genua - 1.48,71
- 1992: 4e FBK Games – 1.46,57
- 1992:  NK – 1.47,23
- 1993:  NK indoor – 1.50,83
- 1993: 4e in serie WK indoor – 1.50,87
- 1994:  NK indoor –  1.51,73
- 1994: 5e in serie EK indoor te Parijs - 1.50,74
- 1994:  Reebok Classics te Kerkrade – 1.48,84
- 1994: 5e Papendal Games – 1.48,97
- 1994:  NK – 1.50,92 (in serie 1.50,37)

### 1500 m
- 1992:  NK indoor – 3.51,22
- 1992: 4e Papendal Games – 3.45,34

## Onderscheidingen
- Theo Koomen Award - 2021[1]